# Fifth Harmony
Fifth Harmony (ocasionalmente abreviado por 5H) foi um girl group estadunidense, formado na segunda temporada do reality show The X Factor USA. O grupo era formado por Ally Brooke, Normani Kordei, Lauren Jauregui e Dinah Jane. A formação original incluía Camila Cabello, que anunciou sua saída oficialmente em dezembro de 2016. Elas assinaram um contrato conjunto com a Syco Music, que pertence a Simon Cowell, e com a Epic Records, gravadora pertencente à Sony Music Entertainment, após terminarem em terceiro lugar no programa. Desde então, elas lançaram um EP e três álbuns completos. O grupo até hoje vendeu mais de 15 milhões de discos e singles apenas nos Estados Unidos.
Após sua saída do The X Factor, seu primeiro single, "Miss Movin' On", foi lançado em Junho de 2013 sendo disponibilizado Digitalmente no mês seguinte, chegando ao número 76 no Billboard Hot 100 e certificado de Ouro nos Estados Unidos. Seu EP de estreia, Better Together, foi lançada em 2013 e em sua primeira semana de vendas alcançou a posição de número seis na Billboard 200. No ano seguinte, elas ganharam o prêmio "Artist to Watch" no MTV Video Music Awards.O grupo lançou seu primeiro álbum de estúdio, Reflection, em 2015, que estreou no quinta posição na Billboard 200, o terceiro single do álbum se torno um grande hit "Worth It" alcançou a certificação de Platina Tripla nos Estados Unidos e alcançou pico na posição 12 na Billboard Hot 100, a canção alcançou o Top 10 em outros dez países. "Work from Home" single carro-chefe do segundo álbum do grupo, tornou-se o primeiro Top 10 do grupo na Billboard Hot 100 e chegou ao top 10 de dezoito outros países. Em maio de 2016, foi lançado o segundo álbum de estúdio da girl group, 7/27. Com mais de 7,5 milhões de singles digitais certificados vendidos, Fifth Harmony tornou-se o participante do programa X Factor USA, mais bem sucedido.
Seus prêmios incluem quatro iHeartRadio Music Awards, três MTV Europe Music Awards, cinco MTV Video Music Awards, um American Music Award, um Billboard Women in Music Award e nove Teen Choice Awards. Em dezembro de 2016, somente nos Estados Unidos, Fifth Harmony tinha vendido um total de 424 mil álbuns, sete milhões de músicas digitais e 1,6 bilhões de download digital, de acordo com a Nielsen Soundscan.

## História

### 2012–2013: Formação do grupo eBetter Together
Originalmente, o nome do grupo era "LYLAS" (acrônimo para Love You Like a Sister), mas já existia outra banda chamada "The Lylas" (que pertencia as quatro irmãs de Bruno Mars), que alegaram que o programa roubou o nome delas. Assim, LYLAS mudou seu nome para 1432 (que significa I Love You Too), sendo o nome anunciado no primeiro show ao vivo das garotas em 31 de outubro de 2012, no qual elas apresentaram a música "We Are Never Ever Getting Back Together" de Taylor Swift. Os jurados Simon Cowell e L.A. Reid criticaram o novo nome e Cowell sugeriu que mudassem o nome novamente. Durante os primeiros resultados do programa em 1 de novembro, 1432 cantou  "Skyscraper" de Demi Lovato no sing-off, disputando a permanência no programa com o grupo Sisters C. Assim, Cowell decidiu seguir com elas para o Top 12, mas anunciou que abriria uma votação online para escolher um novo nome para o girl group. O nome escolhido pelo público foi "Fifth Harmony".
Na fase semifinal do programa, elas cantaram "Anything Could Happen" de Ellie Goulding e "Impossible" de Shontelle. A performance de "Anything Could Happen" foi "digna de uma final" de acordo com L.A. Reid e descrita como "mágica" por Britney Spears, enquanto "Impossible" teve mais críticas negativas do que positivas pelos jurados, pois elas já a haviam apresentado antes. Camila, Lauren e Ally cantaram parte da segunda canção em espanhol fluente. No resultado da votação pelo público, foi revelado que Fifth Harmony estava na final, junto com Tate Stevens e Carly Rose Sonenclar. Na final, elas cantaram novamente "Anything Could Happen" de Ellie Goulding, "Give Your Heart a Break" de Demi Lovato e "Let It Be" dos The Beatles. Elas terminaram em terceiro lugar na competição.
| Apresentações no The X Factor | Apresentações no The X Factor    | Apresentações no The X Factor                                  | Apresentações no The X Factor                                  | Apresentações no The X Factor                                  | Apresentações no The X Factor                                  | Apresentações no The X Factor                                  | Apresentações no The X Factor | Apresentações no The X Factor |
| Show                          | Tema                             | Canção                                                         | Canção                                                         | Canção                                                         | Canção                                                         | Canção                                                         | Ordem                         | Resultado                     |
| Show                          | Tema                             | Ally Brooke                                                    | Camila Cabello                                                 | Normani Hamilton                                               | Dinah Jane Hansen                                              | Lauren Jauregui                                                | Ordem                         | Resultado                     |
| ----------------------------- | -------------------------------- | -------------------------------------------------------------- | -------------------------------------------------------------- | -------------------------------------------------------------- | -------------------------------------------------------------- | -------------------------------------------------------------- | ----------------------------- | ----------------------------- |
| Audições                      | Escolha Livre                    | "On My Knees"                                                  | "Respect" de Aretha Franklin                                   | "Chain of Fools" de Aretha Franklin                            | "If I Were a Boy" de Beyoncé                                   | "If I Ain't Got You" de Alicia Keys                            | —                             | Avançaram ao BootCamp         |
| BootCamp 1                    | Apresentação Solo                | "Somebody That I Used to Know"                                 | "Back to Black"                                                | "If I Ain't Got You"                                           | "Hero"                                                         | "E.T."                                                         | —                             | Avançaram ao BootCamp 2       |
| BootCamp 2                    | Apresentação Aos Pares           | "Knockin' on Heaven's Door" (Com 'Julia Bullock')              | "Your Song"(com 'Jordan Shane')                                | "What Makes You Beautiful" (com 'Arin Ray')                    | "Stronger" (com 'Diamond White')                               | "These Arms of Mine" (com 'Sister C')                          | —                             | Avançaram à Casa dos Jurados  |
| Casa dos Jurados              | Escolha Livre                    | "Impossible de Shontelle"                                      | "Impossible de Shontelle"                                      | "Impossible de Shontelle"                                      | "Impossible de Shontelle"                                      | "Impossible de Shontelle"                                      | —                             | Avançaram aos Live Shows      |
| Live Shows 1                  | Made in America                  | "We Are Never Ever Getting Back Together de Taylor Swift"      | "We Are Never Ever Getting Back Together de Taylor Swift"      | "We Are Never Ever Getting Back Together de Taylor Swift"      | "We Are Never Ever Getting Back Together de Taylor Swift"      | "We Are Never Ever Getting Back Together de Taylor Swift"      | 13                            | Bottom                        |
| Live Shows 1                  | Sing-off                         | "Skyscraper de Demi Lovato"                                    | "Skyscraper de Demi Lovato"                                    | "Skyscraper de Demi Lovato"                                    | "Skyscraper de Demi Lovato"                                    | "Skyscraper de Demi Lovato"                                    | 8                             | Salvas por Simon Cowell       |
| Live Shows 2                  | Canções de Filme (Trilha Sonora) | "A Thousand Years de Christina Perri"                          | "A Thousand Years de Christina Perri"                          | "A Thousand Years de Christina Perri"                          | "A Thousand Years de Christina Perri"                          | "A Thousand Years de Christina Perri"                          | 13                            | Salvas em quinto (5º)         |
| Live Shows 3                  | Divas                            | "Hero de Mariah Carey"                                         | "Hero de Mariah Carey"                                         | "Hero de Mariah Carey"                                         | "Hero de Mariah Carey"                                         | "Hero de Mariah Carey"                                         | 8                             | Salvas em sexto (6º)          |
| Live Shows 4                  | Dando Graças                     | "I'll Stand by You de The Pretenders"                          | "I'll Stand by You de The Pretenders"                          | "I'll Stand by You de The Pretenders"                          | "I'll Stand by You de The Pretenders"                          | "I'll Stand by You de The Pretenders"                          | 6                             | Salvas em sétimo (7º)         |
| Live Shows 5                  | Número #1                        | "Stronger (What Doesn't Kill You) de Kelly Clarkson"           | "Stronger (What Doesn't Kill You) de Kelly Clarkson"           | "Stronger (What Doesn't Kill You) de Kelly Clarkson"           | "Stronger (What Doesn't Kill You) de Kelly Clarkson"           | "Stronger (What Doesn't Kill You) de Kelly Clarkson"           | 4                             | Salvas em quarto (4º)         |
| Live Shows 6                  | Canção Acústica                  | "Set Fire to the Rain de Adele"                                | "Set Fire to the Rain de Adele"                                | "Set Fire to the Rain de Adele"                                | "Set Fire to the Rain de Adele"                                | "Set Fire to the Rain de Adele"                                | 4                             | Bottom                        |
| Live Shows 6                  | Canções do Desafio Pepsi         | "Give Your Heart a Break de Demi Lovato"                       | "Give Your Heart a Break de Demi Lovato"                       | "Give Your Heart a Break de Demi Lovato"                       | "Give Your Heart a Break de Demi Lovato"                       | "Give Your Heart a Break de Demi Lovato"                       | 10                            | Bottom                        |
| Live Shows 6                  | Sing-off                         | "Anytime You Need A Friend de Mariah Carey"                    | "Anytime You Need A Friend de Mariah Carey"                    | "Anytime You Need A Friend de Mariah Carey"                    | "Anytime You Need A Friend de Mariah Carey"                    | "Anytime You Need A Friend de Mariah Carey"                    | 1                             | Bottom                        |
| Semifinal                     | Escolha do Concorrente           | "Anything Could Happen de Ellie Goulding"                      | "Anything Could Happen de Ellie Goulding"                      | "Anything Could Happen de Ellie Goulding"                      | "Anything Could Happen de Ellie Goulding"                      | "Anything Could Happen de Ellie Goulding"                      | 4                             | Salvas                        |
| Semifinal                     | Canções para chegar à Final      | "Impossible de Shontelle"                                      | "Impossible de Shontelle"                                      | "Impossible de Shontelle"                                      | "Impossible de Shontelle"                                      | "Impossible de Shontelle"                                      | 10                            | Salvas                        |
| Final                         | Melhor Performance               | "Anything Could Happen" de Ellie Goulding                      | "Anything Could Happen" de Ellie Goulding                      | "Anything Could Happen" de Ellie Goulding                      | "Anything Could Happen" de Ellie Goulding                      | "Anything Could Happen" de Ellie Goulding                      | 3                             | 3º Lugar                      |
| Final                         | Duetos com uma Celebridade       | Dueto "Give Your Heart a Break de Demi Lovato" com Demi Lovato | Dueto "Give Your Heart a Break de Demi Lovato" com Demi Lovato | Dueto "Give Your Heart a Break de Demi Lovato" com Demi Lovato | Dueto "Give Your Heart a Break de Demi Lovato" com Demi Lovato | Dueto "Give Your Heart a Break de Demi Lovato" com Demi Lovato | 6                             | 3º Lugar                      |
| Final                         | Canções para Ganhar              | "Let It Be de The Beatles"                                     | "Let It Be de The Beatles"                                     | "Let It Be de The Beatles"                                     | "Let It Be de The Beatles"                                     | "Let It Be de The Beatles"                                     | 9                             | 3º Lugar                      |
| Final                         | Canções de Natal                 | "Christmas (Baby Please Come Home)" de Darlene Love            | "Christmas (Baby Please Come Home)" de Darlene Love            | "Christmas (Baby Please Come Home)" de Darlene Love            | "Christmas (Baby Please Come Home)" de Darlene Love            | "Christmas (Baby Please Come Home)" de Darlene Love            | 2                             | 3º Lugar                      |

Cerca de um mês depois de terminar a segunda temporada de X Factor, em 14 de janeiro de 2013, Fifth Harmony foi eleita a "Próxima Superestrela Pop de 2013" pela revista Popdust. Elas passaram a fazer covers e receberam elogios dos artistas originais, entre eles Ed Sheeran, Ariana Grande e Mikky Ekko. O grupo também participou do EP de Boyce Avenue, intitulado Cover Collaborations, Volume 2, cantando covers de "Mirrors" de Justin Timberlake e "When I Was Your Man" de Bruno Mars.

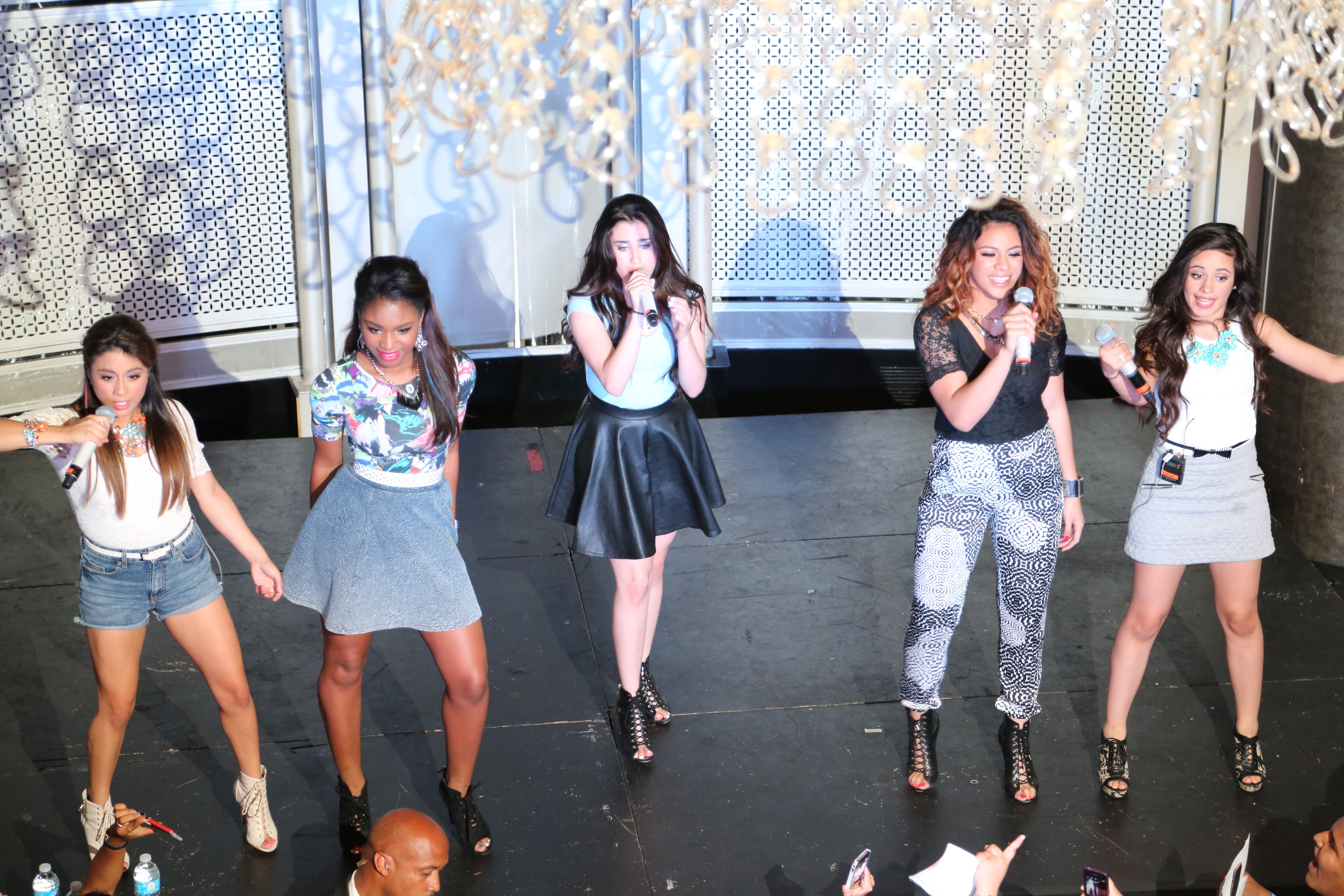
Fifth Harmony em 2013.

Em 9 de setembro, foi anunciado o título do EP de estreia da banda, Better Together, que foi lançado em 22 de outubro. O EP alcançou a sexta posição no Billboard e a segunda posição na parada de álbuns do iTunes. O primeiro single do EP foi "Miss Movin' On", que alcançou a 85ª posição na Billboard Hot 100 durante a sua primeira semana de lançamento e tornou o grupo o primeiro participante do X Factor americano a aparecer na parada. Em 18 de julho, elas cantaram o single pela primeira vez no programa Today Show em NY. Três dias após o videoclipe do single ser compartilhado na conta oficial da banda no Vevo, ele já tinha mais de um milhão de visualizações. "Miss Movin' On" recebeu o certificado de ouro pela RIAA em junho de 2014.
O single promocional "Me & My Girls" foi lançado exclusivamente na Radio Disney em 13 de julho. Fifth Harmony também cantou a música no Today Show em 18 de julho. Em 15 de julho, a Radio Disney anunciou que Fifth Harmony seriam os primeiros artistas presentes numa versão reformada de The Next Big Thing, um programa que conta a trajetória dos cantores até se tornarem conhecidos.
Entre julho e agosto, Fifth Harmony se apresentou nos shoppings dos Estados Unidos, em uma turnê intitulada Harmonize America. Elas também se apresentaram no Teatro iHeartRadio e Madison Square Park. O grupo também abriu o concerto de Cher Lloyd na turnê I Wish Tour, que começou em 6 de setembro. Em 11 de setembro, elas anunciaram que fariam sua primeira turnê nos palcos, intitulada Fifth Harmony 2013, e que se apresentariam no Canadá e Estados Unidos. A banda de abertura dos concertos foi a AJR.
Fifth Harmony compareceu no Teen Choice Awards ao lado de Demi Lovato, para dar o Prêmio de Inspiração da Acuvue para Nick Jonas. Em 10 de outubro, foi anunciado que a banda se apresentaria no tapete vermelho no American Music Awards em 24 de novembro. Elas cantaram uma versão acústica do single "Better Together".
Em 11 de novembro, foi lançado dois EP, Juntos e Juntos Acoustic, com versão em espanhol das canções. Eles estrearam na segunda e décima segunda posição na parada Billboard Top Latin Albums respectivamente. A versão em inglês do EP, Better Together, com a versão acústica e remix das canções, foi lançada em 19 de novembro e 25 de novembro respectivamente.

### 2014–2016:Reflection, 7/27e saída de Camila Cabello
Em 23 de janeiro de 2014, Fifth Harmony participou do concerto Artists To Watch da MTV, que conta com artistas populares e que ocorre anualmente. A turnê também contou com a performance de Tori Kelly, Rixton, Echosmith e Jake Miller.
Demi Lovato revelou no On Air with Ryan Seacrest, em 20 de setembro de 2013, que o grupo abriria os seus shows na Neon Lights Tour em 2014, em 27 palcos na América do Norte.
No começo de 2014, o grupo continuou o processo de gravação do álbum de estúdio de estreia, que começou em 2013. Elas revelaram em uma entrevista para a Billboard que, após a turnê Neon Lights Tour, iriam retornar ao estúdio para finalizarem o álbum. As artistas revelaram que as músicas são mais maduras e mais rítmicas, descontraídas e não tão pops. No final de março, Fifth Harmony revelou que fariam uma turnê, intitulada Fifth Times a Charm Tour, e que se apresentariam em Puerto Rico e nos Estados Unidos.
Em 26 de abril, Fifth Harmony performou "Miss Movin' On" na Radio Disney Music Awards no Nokia Theatre em Los Angeles. Naquela noite, foi anunciado que elas ganharam os prêmios nas ambas categorias que foram nomeadas, Artista Popular e Melhor Música para Dançar com sua BFF, com "Me & My Girls".
Em 30 de maio, foi anunciado " BO$$", que tornou-se platina pela RIAA nos Estados Unidos, como o single-chefe do primeiro álbum do grupo, depois de Fifth Harmony se apresentar no Kiss 108 FM Concert em Boston. O videoclipe da música foi lançado em 8 de julho, sendo dirigido e coreografado por Fatima Robinson. Em 12 de agosto, o grupo revelou a capa do álbum de estreia, Reflection, que foi lançado em janeiro de 2015. Em 28 de outubro, lançaram o segundo single do álbum, "Sledgehammer", que também foi certificado como platina. Em seguida, o terceiro single, "Worth It", foi lançado em 3 de março de 2015 e em menos de um ano já tinha conquistado certificado de 3x Platina nos Estados Unidos, a canção virou hit no verão americano.
Em 25 de fevereiro, foi anunciado que o grupo iria lançar o seu segundo álbum de estúdio intitulado de 7/27 que foi lançado em 20 de maio de 2016, o nome do álbum é uma referência ao dia em que a girl group foi formada no programa musical The X Factor USA. O carro-chefe do álbum, "Work from Home" foi lançado dia 26 de fevereiro, junto com o anunciamento do álbum, a canção foi um estouro em seu primeiro dia, pegando 6 milhões de visualizações em seu primeiro dia, ficando na frente de artistas como Rihanna e Adele.O single atingiu o quinto lugar no Billboard Hot 100 e tornou-se o seu maior desempenho individual nos Estados Unidos, enquanto alcançava o top 10 em vinte e dois outros países. 7/27 foi lançado em 27 de maio de 2016, estreando no número 4 na Billboard 200 com 74.000 unidades de álbuns equivalentes (49.000 em vendas de álbuns puros), tornando-se o maior álbum nos gráficos do grupo até à data. O álbum também marcou a primeira estréia do grupo no Japão e na Coreia do Sul, além de gerenciar os 10 melhores picos em quinze outros países. Em novembro de 2016, o álbum vendeu 1,6 milhão de unidades equivalentes, que inclui vendas, streaming e consumo de faixas de álbuns. O grupo embarcou na The 7/27 Tour em 22 de junho de 2016 em Lima, Peru, visitando a América do Sul, América do Norte e Europa. Elas ganharam dois MTV Video Music Awards com "Work from Home" e "All in My Head (Flex)". Fifth Harmony foi nomeada pela Billboard as "estrelas mais quentes jovens" em 2016.
Atualmente, "Work from Home" já é a canção de maior sucesso da banda, alcançando a sexta posição na tabela musical oficial dos Estados Unidos e a primeira posição em tabelas músicas em Austrália, Israel, Reino Unido, Nova Zelândia. O clipe da música "Work From home" foi o primeiro clipe de uma girlband a bater mais de um 1 bilhão de visualizações no YouTube, e também foi o clipe mais visto do ano de 2016. Em 19 de dezembro de 2016, através de suas redes sociais, foi anunciado que Camila Cabello estava deixando o grupo oficialmente e que elas seguiriam como um quarteto.

### 2017–2018:Fifth Harmonye hiato
Em 29 de maio de 2017, o grupo anunciou seu primeiro single como um quarteto, Down, com participação do rapper Gucci Mane. A faixa foi lançada oficialmente em 2 junho. Em 24 de julho, durante sua participação no The Tonight Show with Jimmy Fallon, o grupo revelou que seu terceiro álbum auto-intitulado iria ser lançado em 25 de agosto. Em 19 de março de 2018, o grupo anunciou por meio de suas páginais oficiais que entrariam em uma pausa por tempo indeterminado.

## Integrantes

### Linha do tempo
- Ally Brooke (vocais) — Allyson "Ally" Brooke Hernandez nasceu em 7 de julho de 1993 em San Antonio, Texas, e é filha de Jerry e Patricia Hernandez. Ally tem um irmão mais velho chamado Brandon. Sua música na audição foi "On My Knees" de Jaci Velasquez, pela qual recebeu comentários positivos dos jurados. Brooke cantou "Somebody That I Used to Know" durante a primeira rodada do bootcamp. Durante a terceira fase do bootcamp, ela cantou "Knockin on Heaven's Door" com Julia Bullock. Hernandez cita Selena Quintanilla como uma grande influência musical.[59]

- Normani Kordei (vocais e dança principal) — Normani Kordei Hamilton nasceu em 31 de maio de 1996 em Atlanta, Georgia e é filha de Derrick e Andrea Hamilton. Passou parte da sua infância em New Orleans, até sua família se mudar para Houston, Texas, após o Furacão Katrina em 2005. Normani tem duas meio-irmãs mais velhas, Arielle e Ashlee. Hamilton se apresenta desde os três anos e ganhou prêmios de danças e ginasta antes de gravar seu primeiro single aos treze anos. Ela também fez uma pequena participação na série Treme.[60] Hamilton cita Beyoncé como uma grande influência musical e artística.[60]

- Lauren Jauregui (vocais) — Lauren Michelle Jauregui Morgado nasceu em 27 de junho de 1996 em Miami, Flórida. Filha dos cubanos Michael Jauregui e Clara Morgado, ela tem dois irmãos mais novos, Chris e Taylor. Por ser descendente de cubanos, ela teve como sua primeira língua o espanhol, aprendendo o inglês somente mais tarde ao ingressar em uma instituição de ensino. Sua música na audição foi "If I Ain't Got You" da Alicia Keys. Ela cita Journey, Paramore, The Script, Amy Winehouse, Alicia Keys, Christina Aguilera e Lana Del Rey como alguns dos artistas que mais a influenciaram.[61] Em novembro de 2016, Jauregui assumiu ser bissexual em uma carta aberta aos eleitores de Donald Trump, publicada na Billboard.[62]
- Dinah Jane (vocais e dança) — Dinah Jane Milika Ilaisaane Hansen Amasio nasceu em 22 de junho de 1997 em Santa Ana, Califórnia, e é filha de Gordon e Milika Hansen. Sua música na audição foi "If I Were a Boy" de Beyoncé. Ela cita Beyoncé, Leona Lewis, Mariah Carey e Etta James como suas influências musicais.

### Ex-integrantes
- Camila Cabello (vocais) — Karla Camila Cabello Estrabao nasceu em 3 de março de 1997 em Cojimar, Havana, e é filha de Alejandro e Sinuhe Cabello. Ela audicinou para o X Factor em Greensboro, Carolina do Norte. No dia 19 de dezembro de 2016 o grupo anunciou a saída de Camila. Ela também tem outros projetos artísticos, tendo uma colaboração com o cantor canadense Shawn Mendes, chamada "I Know What You Did Last Summer", uma com o rapper Machine Gun Kelly, chamada "Bad Things", e uma com o Cashmere Cat "Love Incredible"

## Discografia
Álbuns de estúdio
- Reflection (2015)
- 7/27 (2016)
- Fifth Harmony (2017)

Extended play
- Better Together (2013)

## Turnês

### Como principal
- Harmonize America Mall Tour (2013)
- Fifth Harmony Mini Theatre Tour (2013)
- Worst Kept Secret Tour (2014)
- 5th Times a Charm Tour (2014)
- The Reflection Tour (2015)
- The 7/27 Tour (2016)
- PSA Tour (2017)

### Como ato de abertura
- I Wish Tour (Cher Lloyd) (2013)
- Neon Lights Tour (Demi Lovato) (2014)
- Live on Tour (Austin Mahone) (2014)